# 周庭
周 庭（、英: Agnes Chow Ting、アグネス・チョウ、1996年12月3日 - ）は、香港の政治運動家。民主派政党・香港衆志の創始者の一人として常務委員などを務めた。自決派。「学民の女神」と呼ばれている。特技は水泳。趣味はアニメ、漫画。2020年11月、BBCが選ぶ「今年の女性100人」の内の一人に選ばれた。
2017年までイギリス国籍を保有していた。両親が彼女の幼少期に申請したためであるが、イギリス本土に居住したことはなかった。同年香港特別行政区立法会地方選挙に立候補するため放棄した。2023年9月以降はカナダに滞在しており、事実上の亡命状態にある。

## 経歴
2008年、嘉諾撒聖家学校を卒業。

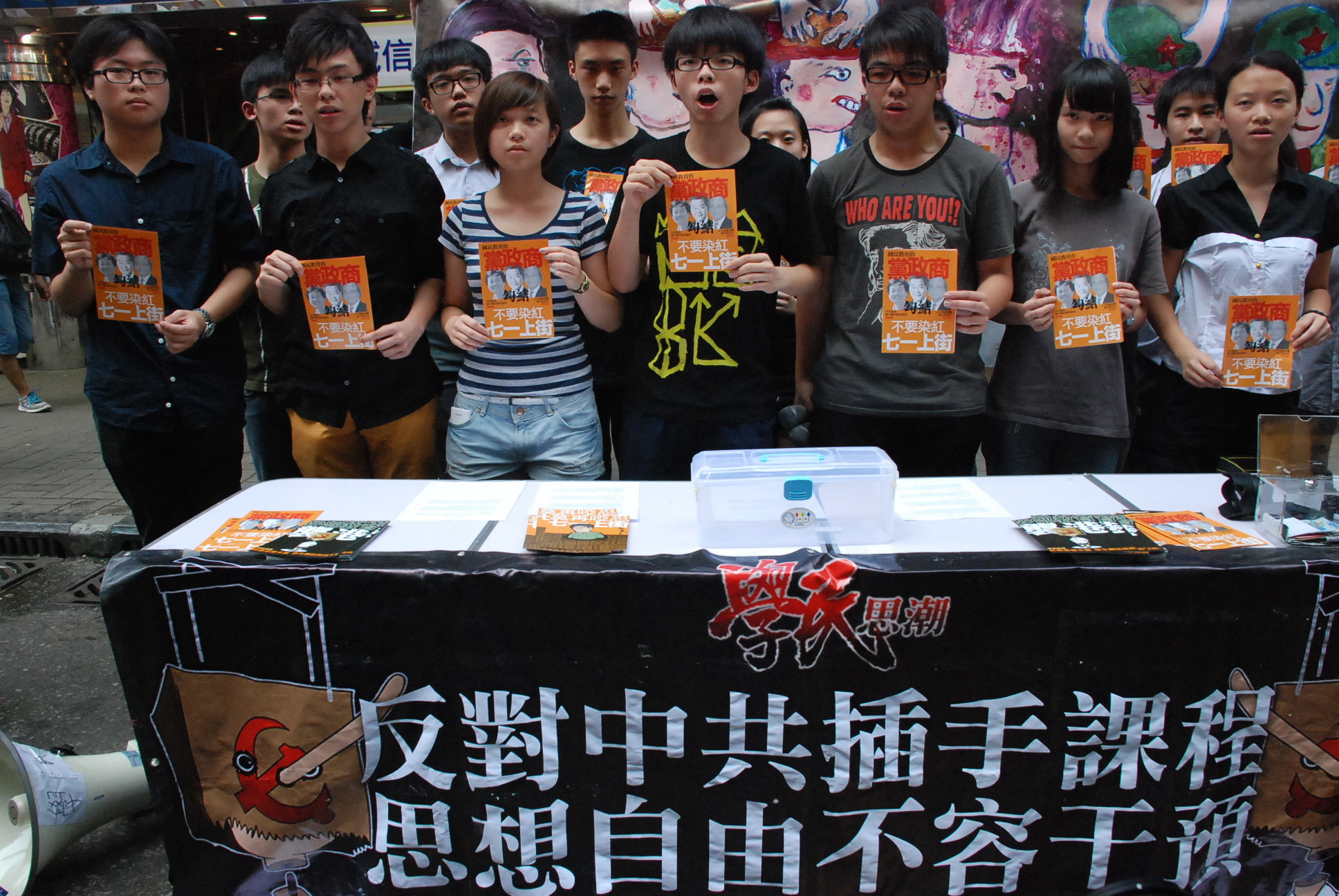
2012年7月1日、国民教育反対を訴える学民思潮のスタッフ。右から2番目の人物が周庭。

2010年10月、香港教育局は道徳・国民教育の新たなカリキュラム（「徳育及び国民教育」）を、2012年から翌2013年にかけて小中学校に導入する案を発表し、そのための政治協議を2011年に行った。これに対し、民主派学生団体の学民思潮（2011年発足）は、同カリキュラムの教材が中国共産党と中国政府のナショナリズムを称賛する一方で、共和主義と民主主義を批判する内容となっており、これを「洗脳」であるとして反対（「国民教育反対運動」）。この運動は香港政府総部の庁舎前に数千人規模の人々を集めることに成功し、2012年9月8日にカリキュラムの導入を却下させた。当時中学4年生（日本における高校1年生に相当）であった周庭は、社会全体の機運の高まりと、中学生も含む大規模な学生運動に関心を持ち、学民思潮に参加。運動が終わってから広報担当に就いた。

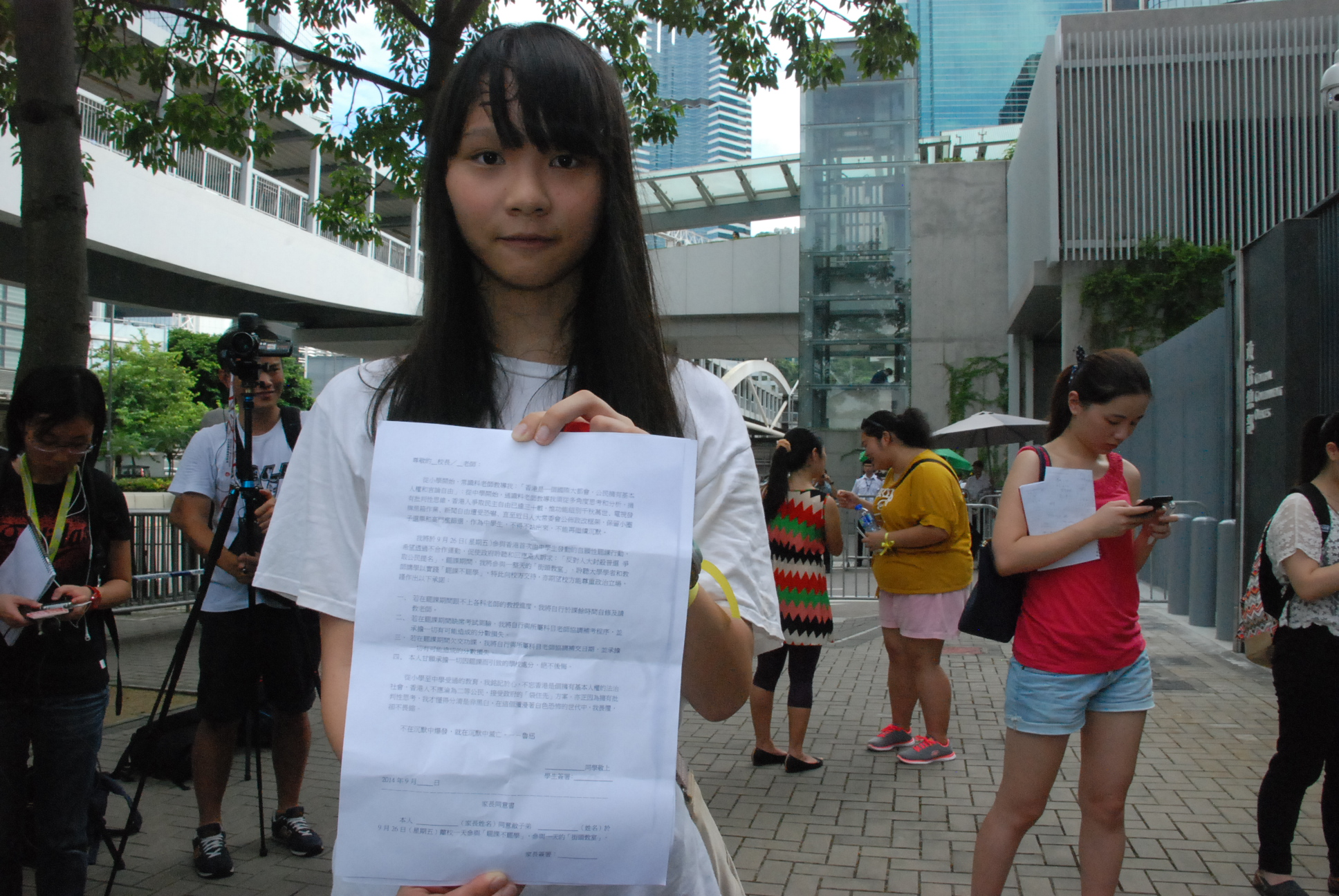
学生ストライキの誓約書を記者に示している周庭。2014年9月26日撮影。

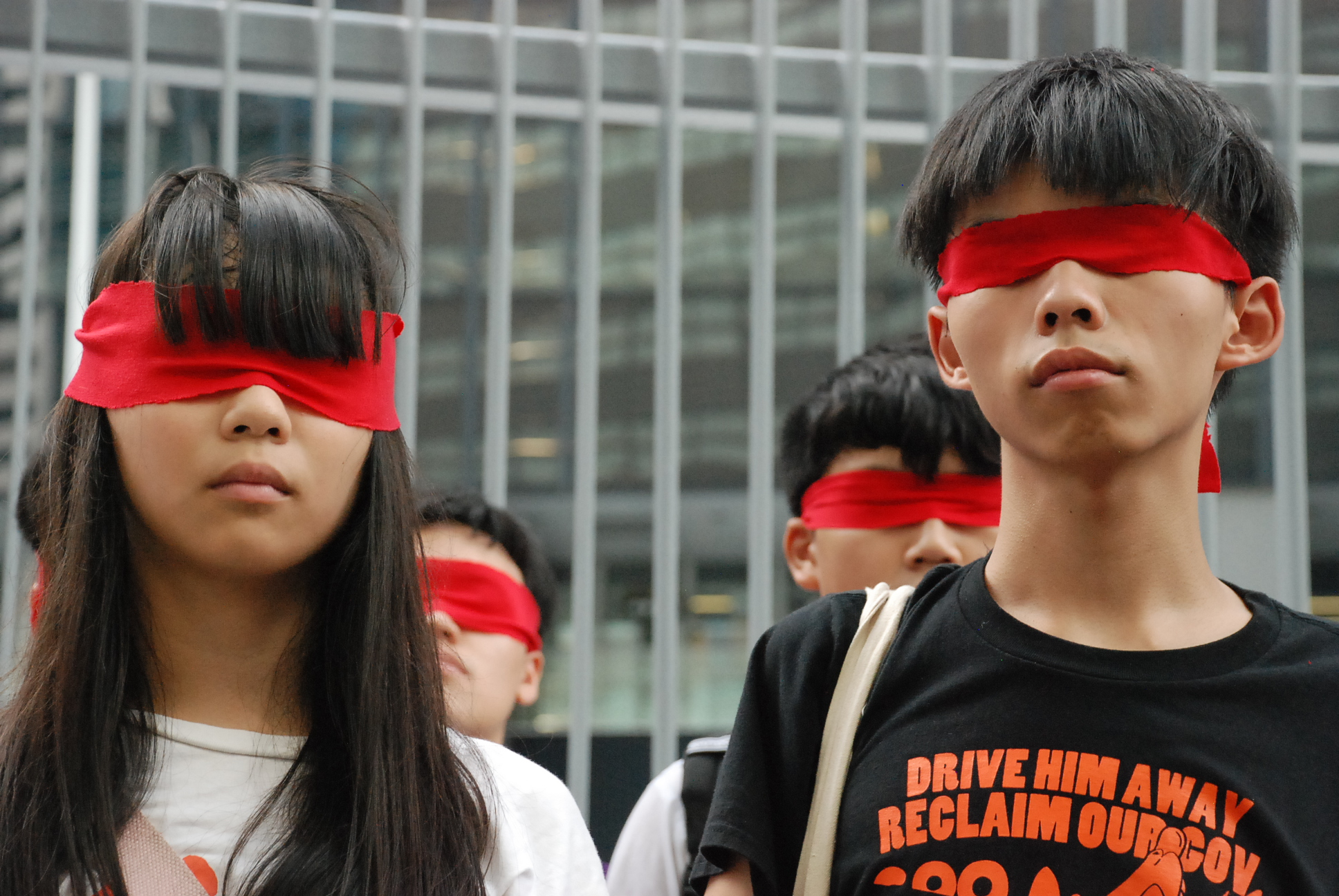
2014年9月26日、学生ストライキを起こす周庭（左）。隣は黄之鋒。

2014年8月31日、中国全人代常務委員会が2017年の行政長官選挙で民主派の立候補を制限する方針を決定した。これに反対する戴耀廷は、10月1日を目途に中環を占拠し、抗議デモを行うと宣言した。同調した周ら学民思潮は、9月1日に、全人代常務委員会副秘書長の李飛が宿泊する湾仔のホテルまでデモ行進した。9月26日、周は周永康ら香港学生連盟と共に香港政府庁舎前で抗議デモを実施し、学生ストライキを起こした。これに対し警官隊が催涙弾を発射するなど衝突が激化したため、戴は計画を前倒しして9月28日に中環占拠デモを実施した。これにより2014年香港反政府デモ（「雨傘運動」）が勃発、以降周は学民思潮のスポークスパーソンとしてデモに参加した。同年、嘉諾撒聖家書院を卒業。
2016年、ViuTV制作の娯楽番組「跟住矛盾去旅行」（ライバルと一緒に旅行する）に出演した。建制派議員の何君堯と共に日本へ渡航した。
2016年、周庭は、羅冠聡、黄之鋒と共に、香港の自決権を掲げる香港衆志（デモシスト）という政党を創設して初代副事務局長を務めた。主席の羅冠聰を擁立して、立法会選挙への立候補を目指した。
2017年6月15日、日本記者クラブで黄之鋒と共に会見を開いた。
2017年6月28日夜、中国共産党の習近平総書記の香港訪問を控えていた。周庭はゴールデン・バウヒニア広場にあるバウヒニア・ブラケアナ像を黒い布で覆うなどの抗議行動「ブラック・バウヒニア」に参加し、公衆妨害罪で逮捕され、警察署に31時間にわたって拘留された。
2018年1月、立法会議員補欠選挙（参照 zh:2018年3月香港立法會補選#被選舉主任裁定提名無效）で香港島選挙区からの出馬の届け出を行うも、自決権に関する党綱領が香港基本法に違反するとの理由で不受理となった。
2019年6月10日、日本記者クラブで単独会見し、6月12日に明治大学で講演した。翌13日には永田町でれいわ新選組代表の山本太郎と対談した。
2019年6月21日、逃亡犯条例改正に反対する抗議活動に参加。
2019年8月30日、6月の逃亡犯条例改正に反対する抗議活動で、デモ隊が警察本部を包囲したことに関与した疑いで逮捕された。
2020年6月30日、全人民代表大会常務委員会で香港国家安全維持法が可決され成立したことを受け、香港衆志から脱退することを表明。香港衆志自体も同日中に解散を宣言した。
2020年8月6日、前年6月の逃亡犯条例改正に反対する抗議活動で警察本部を包囲する「違法集会」を扇動した罪などに問われた裁判で、香港の裁判所は有罪判決を言い渡した。

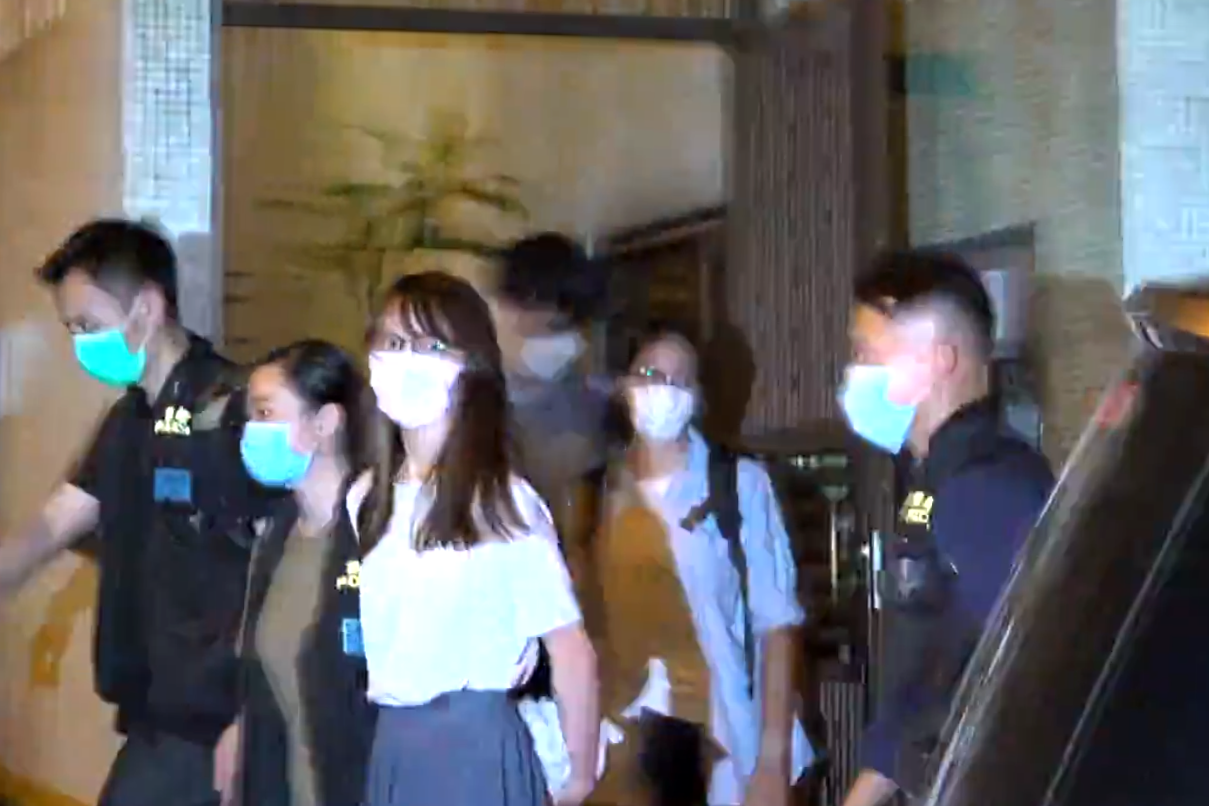
2020年8月10日、大埔の自宅で国家安全法違反の疑いで逮捕される周庭

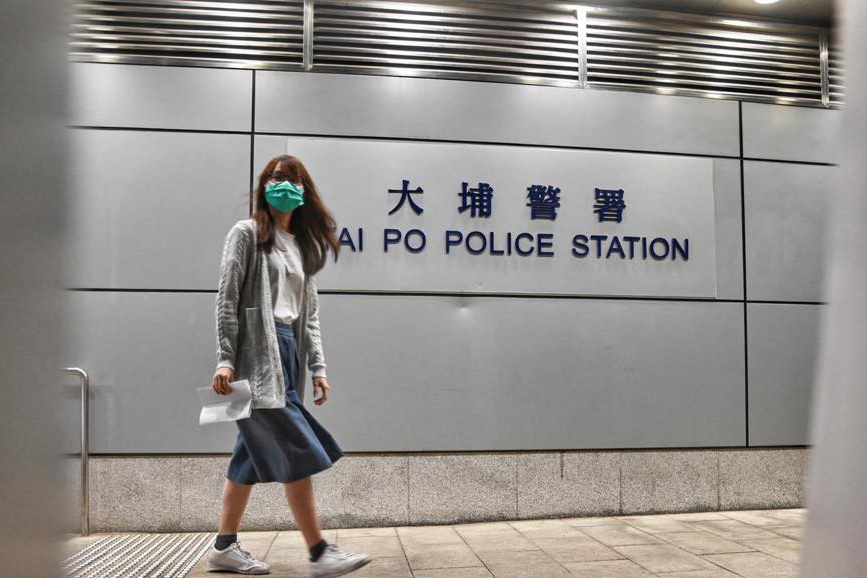
24時間以上身柄の拘留を受けた後、周庭は8月11日の夜に2万元の現金と18万元の保釈金で大埔警察署を離れることを許可された。なお、周のパスポートはいったん押収された。

2020年8月10日、香港国家安全維持法違反容疑で逮捕された。香港北東部の警察署で拘束されていたが、11日深夜に保釈。黄之鋒らが出迎えた。保釈後に周庭は「政治的な目的による摘発でばかげている」と当局の対応を批判した。
2020年11月23日、黄之鋒、林朗彦とともに、2019年6月の香港警察本部包囲デモを巡り、無許可の集会に参加して若者たちの参加を扇動したことなどで公安条例違反罪に問われて起訴された裁判で起訴事実を認めたため、有罪と認定されそのまま収監された。同年12月2日に香港の簡易裁判所で、禁錮10月の実刑を言い渡されたが模範囚として刑期が短縮され、翌年2021年6月12日に、服役していた香港北西部の刑務所から出所した。
出所後は後述の2023年12月まで一切の情報発信を行うことはなく、6月28日にFacebookページが突然閉鎖された際に新聞記者が電話取材で理由を問い合わせたが回答を拒否した。パスポートを没収されているため出国できない状態となったが、2023年7月になって香港警察が周庭に対し、謝罪状を書いて過去の政治活動に対する後悔を表明し、治安当局者と共に中国本土の深圳市を訪れてテンセント本社など中国の業績を見学し、今後は二度と政治活動を行わないことを約束すれば引き換えにパスポートの再所持やカナダへの留学を認めるという提案を行った。香港当局が約束を実行するかは見通せなかったが、8月に深圳訪問を受け入れ、現地では何枚も写真を撮影されたほか、中国の偉大さを見せてくれた治安当局者に対する感謝状を書くように求められた。
2023年9月に大学院へ留学するという名目でカナダのトロントに渡り、12月3日の誕生日にSNS上で「おそらく一生（香港には）戻らない」と決意を表明し、カナダに事実上亡命したと報じられた。それを受けて香港警察は「あからさまに法律に違反する行動」であると非難する声明を出し、「一生逃亡者の名前を背負う」として、「手遅れになる前に」香港へ戻り、12月中の出頭を呼び掛けた。周庭は保釈中であり、3か月に一度「（期限通りに）出頭しなければ逃亡犯になる。そうなれば指名手配する」と述べた。また、中国外務省も「必ず法律の裁きを受ける」と主張した。周庭はトロントでも中国の秘密警察に警戒感を抱きながら、権力を乱用する香港警察によって民主化運動は踏みにじられていると訴えた。また、いつの日か香港で自由や人権が保障され、民主的な場所になれば、家に帰りたいという思いも語った。12月29日、香港警察は決められた期日までに出頭せずに保釈条件を破ったとして、全力を挙げて周庭を逮捕する方針を示した。2024年2月6日には香港警察が周庭を正式に指名手配したことが報じられた。
2025年7月、周庭はオンタリオ州立芸術大学を卒業し、修士号を取得した。

## 人物
特技は水泳で非常に得意。水泳に関するエピソードは多く実際に競泳水着で泳いでいる様子をプロモーション動画に載せるほどで、クロール、平泳ぎ、背泳ぎをこなしてたり、クイックターンを披露するなどその動画を見るとかなりの腕前なのがわかる。もし運動に参加していなければ水泳選手となり肩幅が広くなっているとメディアに語るほど水泳に熱中していた少女時代を送っていた。また2018年の取材ではストレス発散方法について聞かれた際に真っ先に水泳と答えており彼女の中で水泳は特別なものである。
クラシック音楽を好み、小・中学生の時期は吹奏楽部でフルートを担当した。
日本のアイドル・アニメが好きで、本人は「オタク」を自認している。アニメを見て独学で覚えた日本語での会話も行い、中国から日本のテレビ番組に出演する他、Twitterで日本語での情報発信もしている。日本の芸能人にも関心が高く、モーニング娘。の香港公演に行ったこと、有吉弘行やYoutuberのはじめしゃちょーが好きであることを明らかにしている。また、2020年8月10日に逮捕されたのち、11日深夜に保釈されたときは「（欅坂46の）『不協和音』の歌詞が頭に浮かんだ」と述べた。
同じ香港出身のアグネス・チャンについては「親中派で雨傘運動にも偏見があるようなので好きにはなれない。英語名が似ているのが嫌なのでなんとかしたい（笑）」と述べている。

## 受賞
2020年11月23日、英国放送協会（BBC）の「100人の女性」に選ばれた。